# Der neunte Tag
Der neunte Tag è un film del 2004 diretto da Volker Schlöndorff.

## Trama
Durante la seconda guerra mondiale, il prete cattolico Henri Kremer, internato nel campo di concentramento di Dachau, viene mandato per nove giorni nella natia Lussemburgo per convincere il vescovo della città a cooperare con i nazisti. Se, entro tale tempo, non ci sarà riuscito, dovrà tornare nel campo. Kremer è combattuto se abiurare, in questo modo, la sua fede per tornare libero, o se tornare a Dachau, ma rimanendo onesto con sé stesso.